# Phrynocephalus scutellatus
Espèce
Synonymes
- Agama scutellata Olivier, 1807
- Phrynocephalus olivieri Duméril & Bibron, 1837
- Phrynocephalus tickelii Gray, 1845
- Phrynocephalus olivieri var. brevipes Nikolsky, 1906
- Phrynocephalus olivieri var. carinipes Nikolsky, 1906

Phrynocephalus scutellatus est une espèce de sauriens de la famille des Agamidae.

## Répartition
Cette espèce se rencontre en Iran, en Afghanistan et au Pakistan.

## Publication originale
- Olivier, 1807 : Voyage dans l'Empire Othoman, l'Égypte et la Perse. Henri Agasse, Paris, vol. 3, p. 96–97.